# Gustav Herbig (Politiker)
Gustav Herbig (* 3. August 1888 in Buschullersdorf, Böhmen; † 9. Oktober 1965 in Bad Kissingen) war ein deutscher Diplomat und Politiker (SPD).

## Leben und Beruf
Nach dem Abitur nahm Herbig ein Studium der Philologie und Sozialwissenschaften an den Universitäten in Prag und Paris auf, das er mit der Promotion zum Dr. phil. beendete. Er nahm seit 1914 als Soldat am Ersten Weltkrieg teil und geriet ein Jahr später in russische Gefangenschaft. Anschließend war er als Lehrer an einem Gymnasium sowie als Lektor der spanischen Sprache an der Handelshochschule Prag tätig. 1942 wurde er von der Gestapo verhaftet, 1944 dann in einem Konzentrationslager interniert. Nach dem Zweiten Weltkrieg führte er von 1945 bis 1948 eine „Antifa-Kanzlei“ in Prag.
Herbig siedelte 1948 als Heimatvertriebener nach Westdeutschland über und ließ sich in Baden nieder. Von 1951 bis 1954 war er deutscher Gesandter in Uruguay.

## Partei
Herbig war seit 1919 Mitglied der DSAP. 1945 trat er der SPD bei.

## Abgeordneter
Von 1946 bis zu seiner Flucht nach Deutschland 1948 gehörte Herbig als Abgeordneter des Böhmerwaldkreises dem ersten gewählten Parlament in der Tschechoslowakei an. Bei der ersten Bundestagswahl 1949 wurde er über die Landesliste Baden in den Deutschen Bundestag gewählt. Nach seiner Ernennung zum Deutschen Gesandten legte er am 1. Dezember 1951 sein Bundestagsmandat nieder.